# 石黒亜矢子
石黒 亜矢子（いしぐろ あやこ、1973年1月6日 - ）は、日本の絵本作家・絵描き。千葉県出身。妖怪や動物を題材とした作品が多い。夫は伊藤潤二。

## 著作
- 『平成版物の怪図録』マガジンハウス、2001年
- 『イソップ童話』イソップ[原作],千葉幹夫 編著、成美堂出版、2005年（よみきかせおはなし名作 1）「犬とおんどり」挿絵
- 『グリム童話』グリム[原作],千葉幹夫 編著、成美堂出版、2005年（よみきかせおはなし名作 2）「青ひげ」挿絵
- 『アンデルセン童話』アンデルセン[原作],千葉幹夫 編著、成美堂出版、2006年（よみきかせおはなし名作 3）「あるははおやのはなし」挿絵
- 『とんちばなし　よみきかせ絵本』千葉幹夫 編著、成美堂出版、2006年「ねずみのおきもの」挿絵
- 『おばけばなし　よみきかせ絵本』千葉幹夫 編著、成美堂出版、2006年「ばけそこなった山うば」挿絵
- 『CDで楽しむえいごよみきかせ絵本1』鴻巣彩子 監修、神戸万知 著、成美堂出版、2008年「十二支のはじまり」挿絵
- 『おおきなねことちいさなねこ』再話・絵、長崎出版、2010年(Cub label)
- 『てんまると家族絵日記1』イシグロアヤコ 作、Uresica、2014年
- 『ばけねこぞろぞろ』あかね書房、2015年
- 『こわがりギンちゃんのばけねこそうどう』ときわひろみ 作、石黒亜矢子 絵、教育画劇、2015年（教育画劇のかみしばい、だまし絵・かくし絵・さかさ絵で遊ぼう!おもしろ妖怪、お化け紙芝居:ばけねこ）
- 『とうふこぞう』京極夏彦作,石黒亜矢子 絵、岩崎書店、2015年（京極夏彦の妖怪えほん ; 笑）
- 『てんまると家族絵日記2』イシグロアヤコ 作、Uresica、2015年
- 『てんまると家族絵日記3』イシグロアヤコ 作、Uresica、2015年
- 『[現代版]絵本 御伽草子 付喪神』町田康文、石黒亜矢子 絵、講談社、2015年
- 『妖怪かるた』千葉幹夫 作、石黒亜矢子 絵、小峰書店、2016年
- 『石黒亜矢子作品集』玄光社、2016年
- 『おおきなねことちいさなねこ』再話・絵、好学社、2016年
- 『えとえとがっせん』WAVE出版、2016年
- 『いもうとかいぎ』ビリケン出版、2016年
- 『猫かるた』岡林ちひろ 文、石黒亜矢子 絵、白泉社、2017年(MOE BOOKS)

## 展覧会
- 『石黒亜矢子展 ばけものぞろぞろ ばけねこぞろぞろ』世田谷文学館 2023年4月29日 - 2023年9月3日[1]。

## メディアへの登場
- 『イラストレーション』2023年6月号、玄光社 - 石黒の特集あり
- 朝日新聞 2023年7月12日『ひと』欄[2]